# Ганс Куттіг
Ганс Куттіг (нім. Hans Kuttig; 23 червня 1890, Кобленц — 5 червня 1942, Берлін) — німецький офіцер, дипломований інженер, генерал-майор люфтваффе.

## Біографія
21 березня 1912 року вступив у 3-й залізничний батальйон. Учасник Першої світової війни, служив у залізничних частинах на російському фронті. Після демобілізації армії залишений в рейхсвері. Закінчив Вище технічне училище в Берліні (1934). З 1 жовтня 1934 по 31 березня 1937 року — командир 19-го протитанкового дивізіону. 15 лютого 1938 року переведений в люфтваффе і призначений начальником відділу Імперського міністерства авіації і заступником інспектора ВПС. 14 червня 1940 року переведений в штаб авіаційної області «Бельгія-Північна Франція». 1 жовтня 1941 року призначений інспектором транспортних і моторизованих частин люфтваффе. Після того, як військовий суд почав розслідування справи за обвинуваченням Куттіга в невиконанні наказу, застрелився.

## Звання
- Фанен-юнкер (21 березня 1912)
- Фенріх (19 листопада 1912)
- Лейтенант (18 серпня 1913)
- Обер-лейтенант (5 жовтня 1916)
- Гауптман (1 лютого 1924)
- Майор (1 жовтня 1933)
- Оберст-лейтенант (1 квітня 1936)
- Оберст (1 серпня 1938)
- Генерал-майор (1 листопада 1940)

## Нагороди
- Залізний хрест 2-го і 1-го класу
- Хрест «За військові заслуги» (Австро-Угорщина) 3-го класу з військовою відзнакою
- Почесний знак Австрійського Червоного Хреста 2-го класу з військовою відзнакою
- Почесний хрест ветерана війни з мечами
- Медаль «За вислугу років у Вермахті» 4-го, 3-го, 2-го і 1-го класу (25 років)